# Ліцей «Політ»
Науковий ліцей «Політ» Комунального закладу вищої освіти «Кременчуцька гуманітарно-технологічна академія» Полтавської обласної ради (Ліцей «Політ») — загальноосвітній навчальний заклад ІІ-ІІІ ступенів у Кременчуці. Є структурним елементом Кременчуцької гуманітарно-технологічної академії. Профільне навчання здійснюється за наступними профілями: іноземної філології, інформаційних технологій, математичному та історико-економічному.
Попередні назви:
- Полтавський обласний ліцей-інтернат для обдарованих дітей із сільської місцевості при Кременчуцькому педагогічному училищі ім. А. С. Макаренка (до 2014)
- Полтавська обласна спеціалізована школа-інтернат ІІ-ІІІ ступенів з поглибленим вивченням окремих предметів та курсів при Кременчуцькому педагогічному коледжі імені А. С. Макаренка (Ліцей «Політ») (2014—2018)

## Історія
Ліцей-інтернат для обдарованої сільської молоді при Кременчуцькому педагогічному училищі було створено у серпні 1997 року. 10 вересня 1997 р. наказом № 169-А директора педучилища зараховано перших учнів у два 10-ті класи ліцею. Навчання розпочалося у двох класах (групах): профілю інформаційних технологій та гуманітарно-педагогічного профілю. В наступному році були набрані вже три 10-ті класи: додався історико-економічний профіль.
У жовтні 1998 році було створено наукове товариство учнів ліцею та студентів педучилища.
У серпні 1999 року запроваджено посаду завідувача ліцею. Завідувачем призначено вчительку української мови та літератури Крупіну Лесю Валентинівну.
У 2001 році відбувся перший набір до 9-го класу (28 учнів).
У 2007 році на базі ліцею було проведено XX Всеукраїнську олімпіаду з інформатики, а у 2009 році — Всеукраїнський етап конкурсу «Учитель року» у номінації «Інформатика».
У 2015 році відбувся перший набір до 8-х класів.
За підсумками ЗНО 2018 року ліцей «Політ» посів перше місце серед загальноосвітніх шкіл Полтавської області. Також заклад увійшов у Топ-200 загальноосвітніх шкіл України за версією ресурсу «Освіта.ua», посівши 86 місце.
У серпні 2021 року, після перемоги Лесі Крупіної на виборах директора коледжу, ліцей очолила Ольга Григорівна Шаповал.

## Сучасність
До ліцею зараховуються випускники 7-9 класів загальноосвітніх шкіл регіону, які пройшли конкурсний відбір. Ліцей працює за такими профілями: математичним, історико-економічним, іноземної філології, інформаційних технологій.
Діяльність ліцею спрямована на роботу з обдарованими дітьми: профільність, особлива організація навчально-виховного процесу, розгалужена система роботи шкіл олімпійського резерву (ШОР), літній оздоровчий табір для обдарованих дітей «Ерудит».

## Відомі вчителі
- Лисенко Тетяна Іванівна
- Мельник Валентин Іванович
- Сидоренкова Ольга Панасівна

## Випускники
- Боровицький Назар Богданович
- Мельник Софія Валентинівна